# Žerzej
Žerzej je všeobecné označení pro lehké až středně těžké pleteniny. Výrobky mají měkký omak, dobře splývají, jsou nemačkavé, mírně roztažné a elastické. Povrch je hladký nebo lehce členitý.
Podle  ISO je žerzej  zátažná nebo osnovní pletenina zhotovená s jedním jehelním lůžkem. 
. Ve starší české odborné literatuře se žerzej popisuje jako krepová pletenina nebo tkanina.
Obvykle se rozeznává jednoduchý a dvojitý žerzej, pro které se v češtině používá (dosud jen) anglické označení single a double jersey. Název pochází od ostrova Jersey, kde rybáři nosili vesty s hladkým povrchem pletené z hrubé vlny.

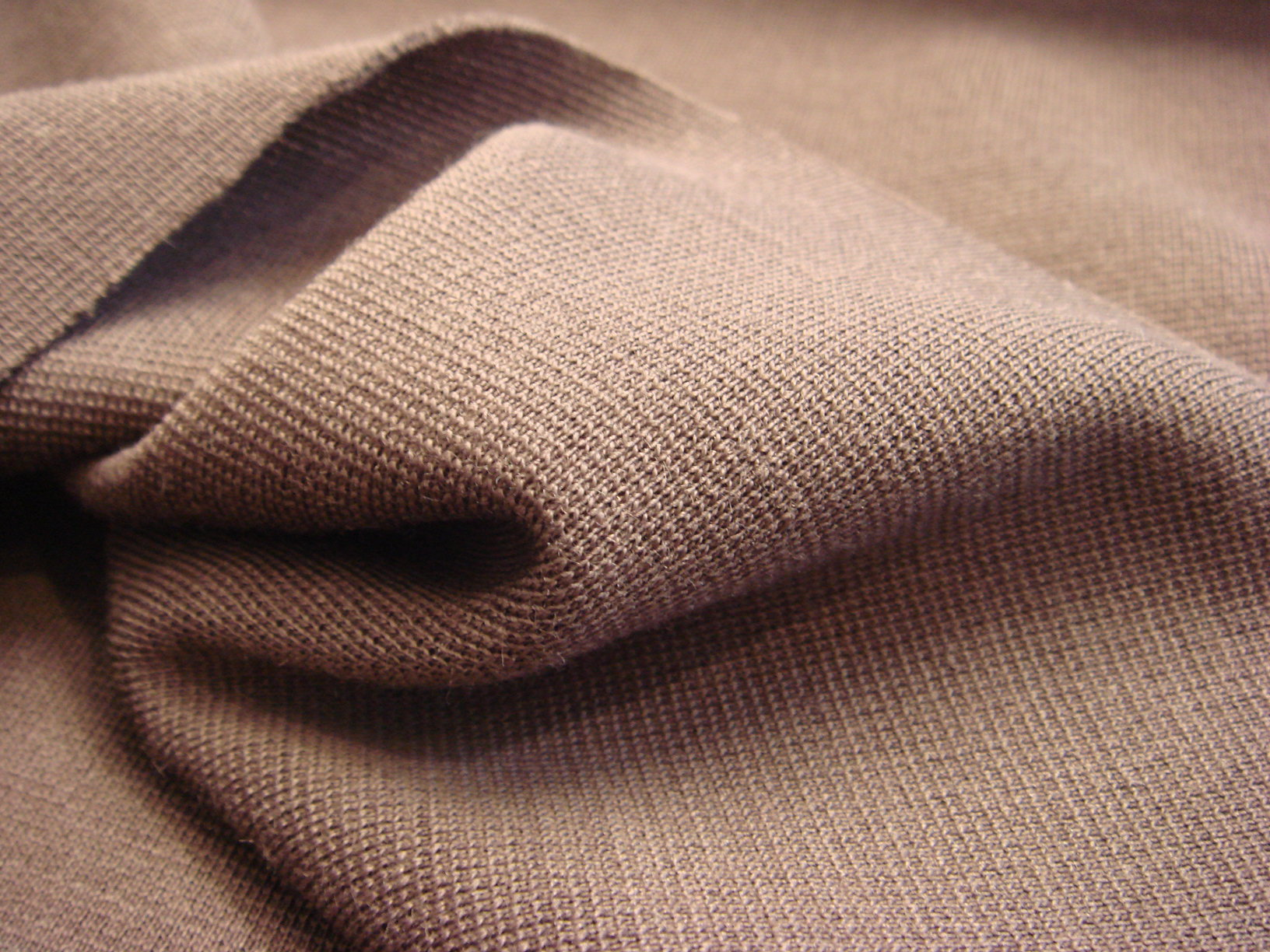
Single jersey na svrchní ošacení

## Single jersey
je podle ISO definován stejně jako žerzej (bez přívlastku) tzn. pletenina vyrobená s jedním jehelním lůžkem.
Charakteristické znaky: líc a rub mají rozdílný vzhled, na líci jsou zřetelně viditelné sloupky oček, kraje pleteniny se  stáčejí nebo kadeří, pletenina je do šířky průměrně dvojnásobně roztažnější než po délce, téměř stoprocentní nemačkavost v oděvech
Použití: jednoduché oděvy, spodní prádlo, sport, průmyslové a medicínské účely

## Double jersey

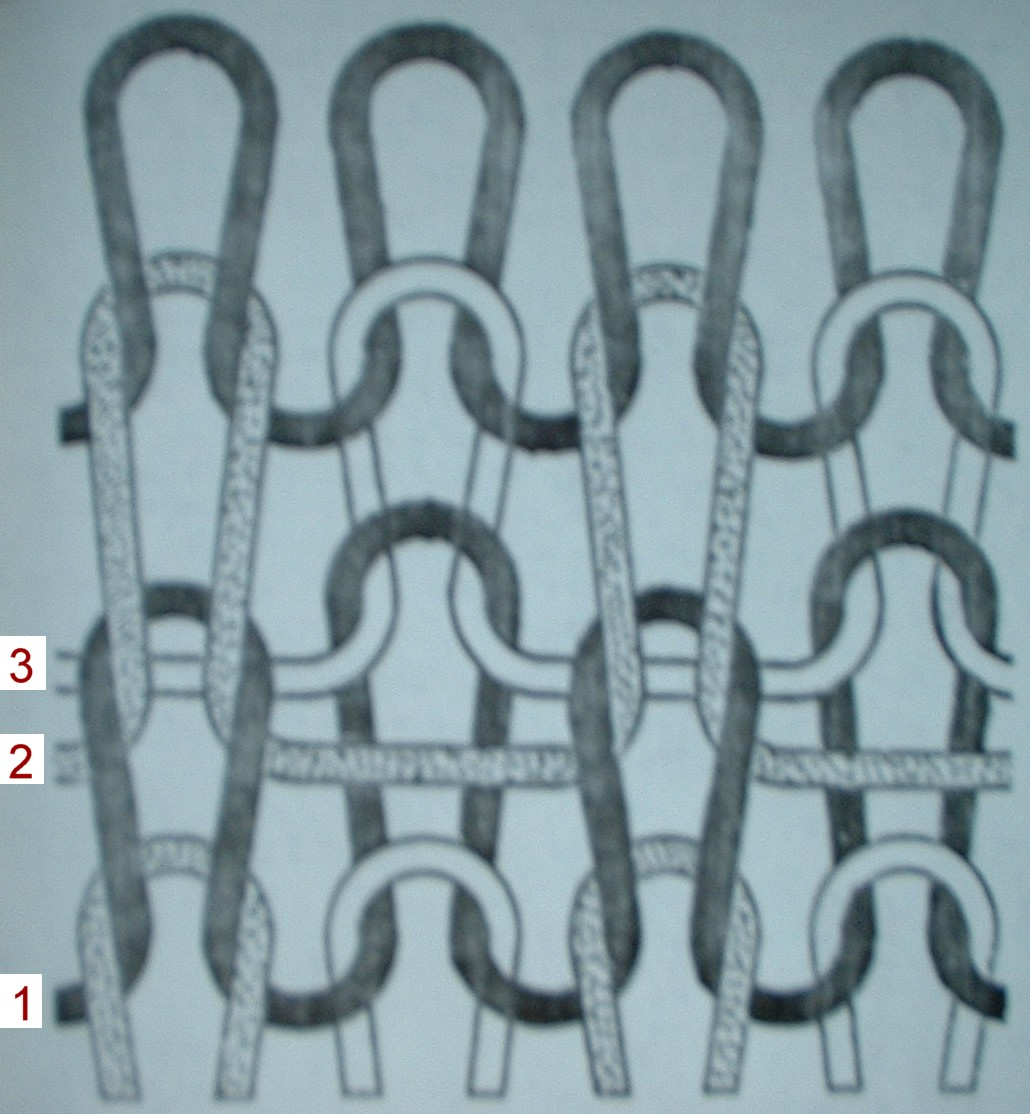
Schéma zátažné vazby milano-rib

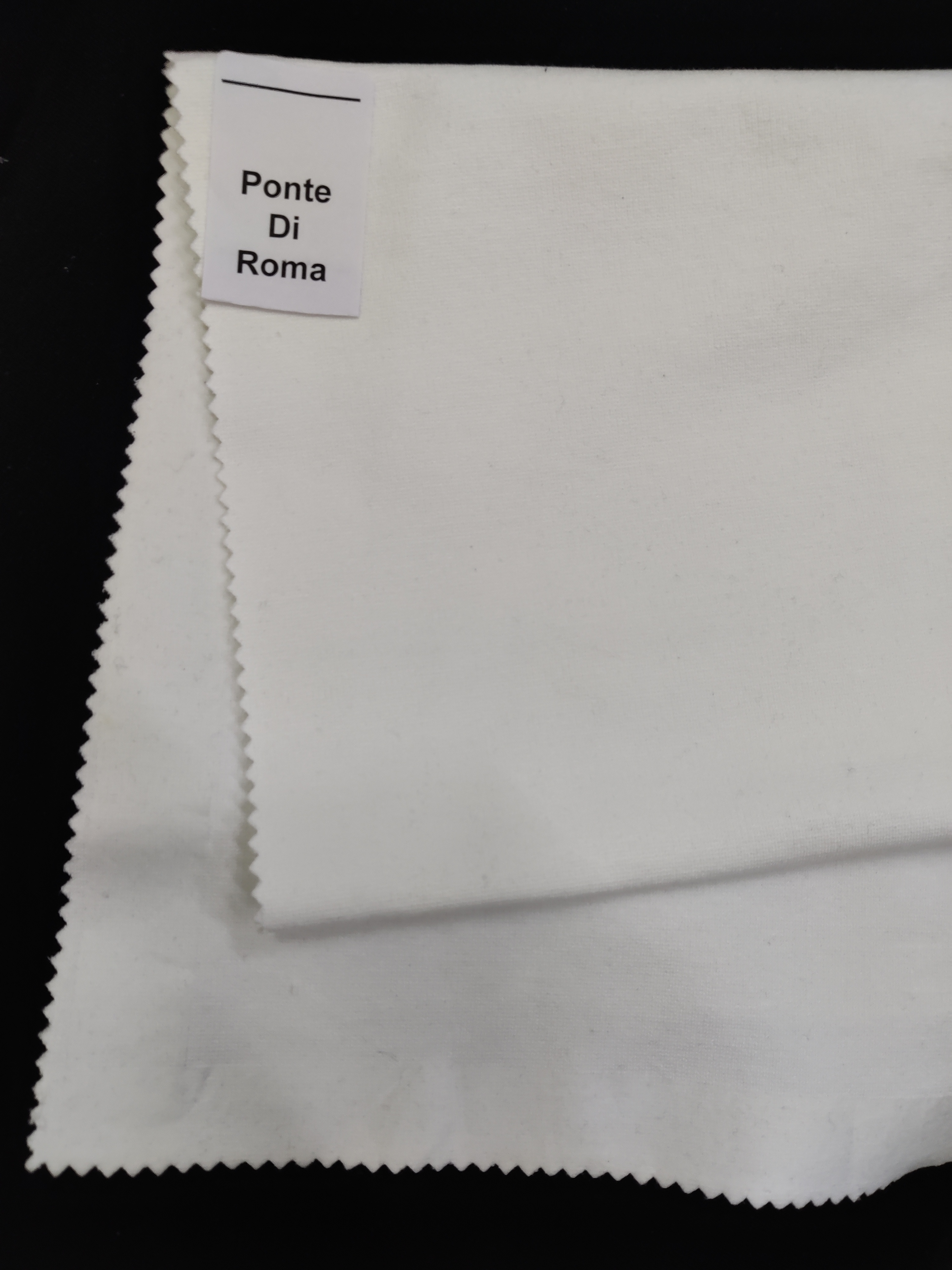
Punto di Roma, snímek z roku 2020

je souhrnný pojem pro dvouvrstvé zátažné pleteny, jejichž základem je oboulícní nebo interloková vazba.
Charakteristické znaky:  líc a rub mají stejný vzhled, roztažnost a nemačkavost vyšší než u single, jemnost a houževnatost, snadné řasení a dobrá splývavost, nízka rozměrová stability, vysoká sráživost u výrobků z přírodních materiálů
Požití: oděvy na volný čas, sport, spodní prádlo

### Způsob výroby
Pletací stroj musí být vybaven dvěma jehelními lůžky. Pletenina vzniká spojením jednolícních řádků, zčásti s podloženými nebo chytovými kličkami. 
Například vazba milano-rib (nákres vpravo) se tvoří ve třech řádcích. V prvním řádku pletou spolu jehly obou lůžek dohromady, ve druhém řádku pracuje jen přední lůžko a ve třetím jsou v činnosti jen jehly zadního lůžka.
Na obou stranách zboží je vidět lehké žebrování (vzniklé ve 2. a 3. řádku pleteniny).
Jiné žerzejové pleteniny, pokud nejsou žakárově vzorované, mají málo členitý povrch, dobře splývají a nestáčí se.
Vyrábí se zpravidla na okrouhlých strojích s ojehlením jemnějším než E 10 (nejméně 4 jehly na cm).
Ke známým druhům patří také např. bourret, overknit, Punto di Roma viz snímek vpravo (který se liší od milana jen střídou vazby přes 4 řádky) a barevné žakárové vzory.
První stroj, na kterém se dal uplést double žerzej, vyrobila bývalá britská firma Berridge začátkem 50. let 20. století.

## Tkaný žerzej
(zvaný také crépe-jersey) se vyrábí většinou z gréžového hedvábí s vysokým zákrutem v panamové vazbě, útek se zatkává střídavě: 2 niti s pravým zákrutem a 2 niti doleva točené. Je to tkanina s měkkým omakem, podobná crépe-romain, používá se na šaty a bundy.
V posledních letech nabízí textilní obchod v různých jazycích pleteniny (trička, legíny, spodní prádlo) pod označením tkaný žerzej (woven jersey, gewebter Jersey). Komentář textilních nebo jazykových odborníků k tomuto jevu nebyl zatím (do roku 2022) zveřejněn.